# Paramacrotoma dimidiaticornis
Paramacrotoma dimidiaticornis là một loài bọ cánh cứng trong họ Cerambycidae.